# 4197 Morpheus
A 4197 Morpheus (ideiglenes jelöléssel 1982 TA) egy földközeli kisbolygó. Eleanor F. Helin, Eugene Merle Shoemaker fedezte fel 1982. október 11-én.
1996-ban a Goldstone Obszervatórium csillagászainak sikerült több képet készíteni az égitestről, amelyekkel megállapították, hogy 3,5 óra alatt fordul körbe saját tengelye körül, és alakja egy háromszögre hasonlít.